# Oda na urnę grecką (wiersz Johna Keatsa)

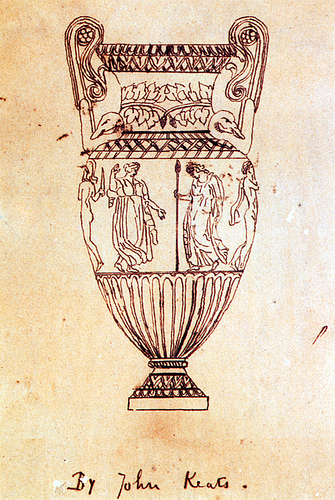
Urna grecka, rysunek Johna Keatsa

Oda na urnę grecką (ang. Ode on a Grecian Urn) – wiersz angielskiego romantycznego poety Johna Keatsa, zaliczający się do grupy od z 1819 roku. Utwór składa się z pięciu strof dziesięciowersowych.

Thou still unravish'd bride of quietness,
Thou foster-child of silence and slow time,
Sylvan historian, who canst thus express
A flowery tale more sweetly than our rhyme:
What leaf-fring'd legend haunts about thy shape
Of deities or mortals, or of both,
In Tempe or the dales of Arcady?
What men or gods are these? What maidens loth?
What mad pursuit? What struggle to escape?
What pipes and timbrels? What wild ecstasy?

Na język polski utwór tłumaczyli m.in. (publikacje wydane drukiem) Zenon Przesmycki i Jan Kasprowicz przed I wojną światową (Stanisław Barańczak w tomie „33 wiersze”, 1997), Zygmunt Kubiak (antologia „Twarde dno snu”, 2002), Agnieszka Fulińska („Literatura na Świecie” 9-10/2012), Maciej Froński (zbiór "Przekłady.z poetów języka angielskiego 1500-1950", wyd. Fundacja Duży Format, Warszawa 2021).

Oblubienico miru nieskalana,
Cisz wychowanko, czasów długiej zimy,
Puszcz dziejopisko, co ludzkiego rana
Opowieść kwietną śnisz lepiej niż rymy:
Cóż za baśń w liści oplocie się słania
Po twoim kształcie — bóstw? śmiertelnych? dwojga?
Błoń-ż to Arkadji, czy Tempejskie ściany?
Ludzie-ż to? Bogi? Skąd tej dziewy trwoga?
Ten gon szalony? struchlałość pierzchania?
Bębenki, fletnie? Cóż za szał pijany!